# Willy Lieb
Pour les articles homonymes, voir Lieb.
Guillaume Willy Lieb, né le 13 février 1904 à Bischwiller et mort le 13 mai 1978 à Mulhouse, est un footballeur français évoluant au poste de milieu de terrain.

## Carrière
Willy Lieb évolue jusqu'en 1926 au FC Bischwiller, le club de sa ville natale avec lequel il remporte notamment le championnat d'Alsace en 1925. 
Il part alors une saison jouer au FC Lyon, avant de revenir en Alsace, au FC Mulhouse, où il remporte deux nouveaux titres régionaux en 1928 et 1929.
Sélectionné pour la première fois en équipe de France de football le 19 avril 1925 pour un match amical contre l'Autriche, il compte à la fin de sa carrière quinze capes chez les Bleus (dont six victoires et un match nul), au cours desquelles il marque deux fois, face à la Suisse (3-4) en 1928 puis face à la Hongrie (3-0), sur pénalty, en 1929.